# Jorre Verstraeten
Pour les articles homonymes, voir Verstraeten.
Jorre Verstraeten (né le 4 décembre 1997 à Louvain) est un judoka belge.

## Carrière
Il est médaillé d'argent des moins de 50 kg au Festival olympique de la jeunesse européenne 2013 à Utrecht et médaillé de bronze des moins de 55 kg aux Jeux olympiques de la jeunesse de 2014 à Nankin.
Il remporte la médaille de bronze dans la catégorie des moins de 60 kg lors des Jeux européens de 2019 à Minsk et à nouveau lors des Championnats d'Europe 2020 à Prague et 2022 à Sofia.
En 2021, il remporte son premier titre en Grand Chelem à Antalya. Puis en 2022, il remporte un second à Budapest.

## Palmarès
|                         | Cat.   | 2014 | 2015 | 2016 | 2017 | 2018 | 2019 | 2020 | 2021 | 2022 | 2023 | 2024 |
| ----------------------- | ------ | ---- | ---- | ---- | ---- | ---- | ---- | ---- | ---- | ---- | ---- | ---- |
| Jeux olympiques         | -60 kg | x    | x    | –    | x    | x    | x    | x    | 9e   | x    | x    | 9e   |
| Championnats du monde   | -60 kg | –    | –    | x    | –    | 17e  | 17e  | x    | 9e   | 9e   | 5e   | 17e  |
| Championnats d'Europe   | -60 kg | –    | –    | –    | 9e   | 9e   | 3e   | 3e   | –    | 3e   | 5e   | 7e   |
| Championnat de Belgique | -60 kg | 3e   |      | 3e   |      | 1er  |      |      |      |      |      |      |

| Année | Compétition           | Lieu   | Résultat | Catégorie      |
| ----- | --------------------- | ------ | -------- | -------------- |
| 2019  | Jeux européens        | Minsk  | 3e       | Moins de 60 kg |
| 2020  | Championnats d'Europe | Prague | 3e       | Moins de 60 kg |
| 2022  | Championnats d'Europe | Sofia  | 3e       | Moins de 60 kg |